# William H. Bates
William Henry Bates (* 26. April 1917 in Salem, Massachusetts; † 22. Juni 1969 in Bethesda, Maryland) war ein US-amerikanischer Politiker. Zwischen 1950 und 1969 vertrat er den Bundesstaat Massachusetts im US-Repräsentantenhaus.

## Werdegang
William Bates war der Sohn des Kongressabgeordneten George J. Bates (1891–1949). Er besuchte die öffentlichen Schulen seiner Heimat und danach bis 1936 die Worcester Academy. Anschließend studierte er bis 1940 an der Brown University in Providence (Rhode Island). Zwischen 1940 und 1950, also auch während des Zweiten Weltkrieges, diente er in der US Navy. Während dieser Zeit belegte er im Jahr 1947 einen Wirtschaftskurs an der Harvard University.
Politisch war Bates Mitglied der Republikanischen Partei. Nach dem Tod seines Vaters, der bei einem Flugzeugabsturz ums Leben kam, wurde er bei der fälligen Nachwahl für den sechsten Sitz von Massachusetts als dessen Nachfolger in das US-Repräsentantenhaus in Washington, D.C. gewählt, wo er am 14. Februar 1950 sein neues Mandat antrat. Nach zehn Wiederwahlen konnte er bis zu seinem Tod am 22. Juni 1969 im Kongress verbleiben. In diese Zeit fielen der Kalte Krieg, der Koreakrieg und innenpolitisch die Bürgerrechtsbewegung. Außerdem begann damals der Vietnamkrieg. Bates war zwischen 1953 und 1955 Vorsitzender des Sonderausschusses zur Untersuchung der Abfindungen für Angehörige von verstorbenen Mitgliedern der Streitkräfte.